# Carbona obscura
Carbona obscura là một loài bướm đêm trong họ Noctuidae.